# Канал Санта-Барбара
34°15′00″ пн. ш. 120°00′03″ зх. д. / 34.25° пн. ш. 120.00097° зх. д.
Канал Санта-Барбара — протока в Тихому океані, яка відділяє материкову Каліфорнію від північних Нормандських островів. Зазвичай це на південь від міста Санта-Барбара та на захід від рівнини Окснард в окрузі Вентура.
Канал простягається зі сходу на захід, має приблизно 130 кілометрів у довжину та в середньому близько 45 кілометрів у поперечнику, стаючи найвужчим на своїй східній кінцівці, де острів Анакапа розташований приблизно в 30 кілометрах від материка. Під час останнього льодовикового періоду чотири північних острова Нормандського, включаючи острів Санта-Роза, були об'єднані в єдиний острів, який був лише в п'яти милях від узбережжя.
Острови видно з материка в ясні дні. Протоку перетинають екскурсійні човни, які возять відвідувачів спостерігати за китами та відвідувати острови. У перпендикулярному напрямку (схід-захід) величезні вантажні судна та танкери займають головну судноплавну лінію на шляху до або з портів Лос-Анджелеса та Лонг-Біч.
Канал є місцем розташування численних родовищ нафти, деякі з яких мають значні запаси. До них належать родовища Елвуд, Саммерленд, Карпінтерія та Дос Куадрас. У 1969 році Дос-Куадрас був місцем виникнення великого розливу нафти, який стався, коли нафта бризнула під високим тиском через розломи та тріщини навколо зони, яка нещодавно була пробурена вперше. Обурення громадськості з приводу величезної екологічної шкоди, завданої цим розливом, який охопив сотні квадратних миль каналу та забруднені пляжі від Вентури до Голети, було серйозним стимулом для екологічного руху, що починає розвиватися. Канал Санта-Барбара містить найбільшу в світі інфільтрацію природної нафти  — Coal Oil Point. Goleta Point є сусіднім розширенням каналу.
Пойнт-Аргуельо, мис поблизу міста Ломпок, був місцем катастрофи Хонда Пойнт у 1923 році, під час якої сім есмінців ВМС США сіли на мілину, що стало найбільшою втратою кораблів ВМС США в мирний час.

## Передісторія
До голоцену рівень моря був значно нижчим, тому ширина води, що відокремлювала острови від материка, була набагато меншою, що полегшило біологічну колонізацію, а також транспортування людей через канал. Останнім часом корінні американські народи чумаші з легкістю плавали в цих водах на невеликих водних судах, забезпечуючи комунікацію та торгівлю між острівними та материковими селами. C. Michael Hogan розглядає деякі теорії колонізації рідкісних видів Torrey Pine, Pinus torreyana на острови, припускаючи, що, ймовірно, народи Чумаш несли початкові шишки у своїх Томолах. Малий мамонт, вимерлий, ендемічний вид, був здатним плавцем, здатним перетнути канал і пристосуватися до острівного середовища завдяки острівній карликовості.

## Ризик зіткнення кораблів і китів
Принаймні з 2011 року кілька видів китів, що перебувають під загрозою зникнення (включаючи синіх, фінвалів і горбатих), почали харчуватися в новій зоні на північ від островів Санта-Круз і Санта-Роза в протоці Санта-Барбара. Ці кити ризикують бути враженими кораблями, що проходять через судноплавний шлях, який використовується для переміщення товарів на південь до портів Лос-Анджелеса та Лонг-Біч. Біля узбережжя Каліфорнії з 1982 року було задокументовано близько 100 зіткнень, що включає сьогодні приблизно 6 зіткнень на рік, можливо, більше через складність спостереження за інцидентами. За оцінками вчених, щороку біля західного узбережжя США гине понад 80 китів, які перебувають під загрозою зникнення.